# Антонін (Оборницький повіт)
Антонін (пол. Antonin, нім. Antonshof) — село в Польщі, у гміні Оборники Оборницького повіту Великопольського воєводства.
У 1975-1998 роках село належало до Познанського воєводства.